# Haitianisch-slowenische Beziehungen
Die haitianisch-slowenischen Beziehungen beschreiben das bilaterale Verhältnis zwischen der Republik Haiti einerseits und der Republik Slowenien andererseits.

## Geschichte und Stand
Die im Jahr 1804 von Frankreich unabhängig gewordene Republik Haiti und die 1991 aus der Auflösung des ehemaligen Staates Jugoslawien entstandene Republik Slowenien unterhalten seit 1999 diplomatische Beziehungen.
Die entsprechende gemeinsame Erklärung wurde am 30. März 1999 von den Leitern der Ständigen Vertretungen beider Länder bei den Vereinten Nationen in New York unterzeichnet.
Es wurden keine diplomatischen Vertretungen im jeweils anderen Land eingerichtet. Slowenien hat einen in Port-au-Prince ansässigen Honorarkonsul in Haiti bestellt.
Haiti ist Mitglied der Organisation Amerikanischer Staaten (OAS), bei der Slowenien einen Beobachterstatus innehat.
Nach dem verheerenden Erdbeben in Haiti im Januar 2010 leistete Slowenien Beiträge über internationale Organisationen zur Durchführung sowohl akuter als auch nachhaltiger Hilfsmaßnahmen. Im Oktober 2011 wurde eine slowenische Schule gebaut, die es 300 Kindern ermöglichte, den Schulbesuch fortzusetzen. Caritas Slowenien errichtete ein Waisenhaus in Riviere Froide (Arrondissement Port-au-Prince).
Im Oktober 2015 nahmen drei haitianische Sportler an der First United World Championship Kyokushinkai des Karatesports in Ljubljana/Slowenien teil.
Slowenien reagierte auf den Hilfsaufruf der Vereinten Nationen für das vom Hurrikan Matthew im Oktober 2016 verwüstete Haiti mit der Bereitstellung von 50.000 US-Dollar für humanitäre Hilfsmaßnahmen.
Im Januar 2024 betonte der Vertreter Sloweniens im Sicherheitsrat der Vereinten Nationen, dass die Krise in Haiti zu nicht hinnehmbaren Menschenrechtsverletzungen und einer erheblichen humanitären Notlage geführt habe. Er unterstützte die positive Haltung der Vereinten Nationen gegenüber der Entsendung einer Multinationalen Mission zur Unterstützung der Sicherheitslage in Haiti. Er versicherte, dass Slowenien weiterhin humanitäre Hilfsmaßnahmen in Haiti betreiben werde.